# Fèlix de Pomés i Soler
Fèlix de Pomés i Soler   (Barcelona, 13 de juliol de 1890 - Barcelona, 17 de juliol de 1969) fou un futbolista de la dècada de 1920, tirador d'esgrima, pintor, actor i director de cinema català.

## Trajectòria esportiva
Era membre d'una família de l'aristocràcia barcelonina i un autèntic sportman de l'època. Els seus pares eren Pelegrín Pomés Pomar i Isabel Soler Batlle. Tenia dos germans i una germana. El seu oncle Benet Pomés Pomar era Comte de Santa Maria de Pomés.
Com a futbolista jugava a la posició de volant o d'interior dret. Això no obstant, en els seus inicis jugà a la posició de porter. El seu primer club fou l'Universitary SC, on jugà fins al 1912, mentre estudiava Medicina. Fou en aquest club quan reconvertí la seva posició a la de centrecampista. El 1911 jugà breument al RCD Espanyol. L'any 1912, quan alguns jugadors del FC Barcelona com Josep Quirante, Carles Comamala, Charles Wallace, Percival Wallace o Paco Bru abandonaren l'entitat per crear el Casual SC, De Pomés se'ls uní. La vida del Casual fou efímera i De Pomés ingressà al FC Barcelona on jugà entre 1913 i 1914 un total de 22 partits. Aquest darrer any, gràcies a la mediació del seu amic Santiago Massana retornà al RCD Espanyol, on romangué fins a 1916. A l'Espanyol guanyà el Campionat de Catalunya de la temporada 1914-15, i fou subcampió d'Espanya el mateix any.
Fou internacional amb la selecció catalana de futbol en sis ocasions entre 1912 (contra França al camp del carrer Indústria de l'Espanyol) i 1917 (contra la regió Centre).
Quan abandonà el món del futbol se centrà en el món de l'esgrima, esport del qual fou campió de Catalunya. També participà en els Jocs Olímpics de París 1924 i Amsterdam 1928. Als jocs de 1924 participà en les competicions de floret i espasa individual i per equips. Només superà la primera ronda en la prova d'espasa per equips, en la qual arribà a quarts de final. Als jocs de 1928 participà en les competicions de floret i espasa per equips, i novament en aquesta darrera prova superà la primera ronda, essent cinquè. El club on practicava aquest esport era el Casino Militar de Barcelona. També destacà en la boxa.

## Trajectòria cinematogràfica
A més d'esportista fou dibuixant, actor, guionista i director de cinema. La seva carrera d'actor es perllongà entre 1928 i 1967. En total actuà en 74 pel·lícules i en dirigí dues.
La seva primera pel·lícula fou a Alemanya el 1928, en protagonitzar una versió de The amateur adventure. Allà va contraure matrimoni amb Margot Hahn. També va intervenir en la producció de la Paramount La festa del diable l'any 1931. Durant aquests anys 30, De Pomés també fou el primer director de doblatge que hi hagué a Espanya, tasca que duia a terme als estudis que es trobaven al Palau de la Metal·lúrgia de l'actual Fira de Barcelona. Durant aquests anys, De Pomés va actuar per les grans majors de Hollywood, esdevenint en actor en nòmina de la Paramount. Als estudis de Joinville de París actuà en la versió en castellà de The Lady Lies, anomenada Doña Mentiras (1931). A Barcelona protagonitzà Rataplan (1935) de Francesc Elias; Aurora de Esperanza (1937) d'Antonio Sau Olite; Usted tiene ojos de mujer fatal (1939) de Joan Parellada, escrita per Enrique Jardiel Poncela; i Nuevos ideales (1939) de Salvador Alberich.
El 1941 dirigí la seva primera pel·lícula, La madre guapa, on participava la seva filla Isabel de Pomés, també actriu. Com a actor treballà a La Torre de los siete jorobados (1944) -on va fer una creació memorable del seu paper del fantasma de Don Robinsón de Mantua-, Once pares de botas (1954), de Francesc Rovira-Beleta i on participaren futbolistes com Francesc Xavier Marcet, Ricard Teruel, Alfredo Di Stefano, Luis Molowny, Joan Segarra, Antoni Puchades, Telmo Zarra, Agustín Gaínza, Venancio Pérez o Jacinto Quincoces, o Murió hace quince años (1954) de Rafael Gil. Als anys 50 tornà a participar en produccions americanes com John Paul Jones (1959), Rei de reis (1961), on interpreta el paper de Josep d'Arimatea, Orgullo y pasión (1957) amb Cary Grant i Frank Sinatra o Salomó i la reina de Saba (1959), rodada a Saragossa, L'Escorial, entre altres ubicacions. Entre els seus darrers films es pot destacar la comèdia romàntica ¡Qué bella eres Roma! (1959), Comandament perdut (1966), amb Anthony Quinn, Alain Delon i Claudia Cardinale. La seva darrera pel·lícula fou Una historia de amor (1967) de Jordi Grau, protagonitzada per Simón Andreu i Serena Vergano.

### Filmografia[11]>
Com a director i guionista
- 1940: Pilar Guerra.
- 1941: La madre guapa, guionista juntament amb Antonio Guzmán Merino.

Com a actor
- 1928: Die große abenteuerin, Der henker, Der geheime kurier.
- 1929: Hochverrat (Alta traición); Die Schumugglerbraut von Mallorca.
- 1930: Doña Mentiras; El secreto del doctor; Toda una vida; La fiesta del diablo.
- 1931: Sombras del circo; Cuerpo y alma; Esclavas de la moda; Mamá.
- 1932: Pax.
- 1933: Alalá (Los nietos de los Celtas).
- 1934: Doña Francisquita.
- 1935: Rataplán.
- 1937: Aurora d'esperanza.
- 1937: Nuevos ideales; Liberación; Hombres contra hombres.
- 1938: Las cinco advertencias de Satanás.
- 1939: El deber; Usted tiene ojos de mujer fatal.
- 1940; Pilar Guerra.
- 1942: Vidas cruzadas.
- 1943: La patria chica; Santander, la ciudad en llamas.
- 1944: La torre de los siete jorobados.
- 1945: ¡Culpable!
- 1946: El centauro; Ramsa.
- 1947: Noche sin cielo.
- 1948: Don Juan de Serrallonga; Doce horas de vida.
- 1949: Ha entrado un ladrón; El hijo de la noche; Paz Vida en Sombras
- 1950: El Correo del Rey; Ley del mar.
- 1951: Parsifal (The evil forest); María Morena.
- 1952: Hermano menor.
- 1954: Once pares de botas; Murió hace quince años; La otra vida del capitán Contreras; Marta, La Principessa delle Canarie (Tirma).
- 1955: El canto del gallo; Thunderstorm (Tormenta); El hombre que veía la muerte.
- 1957: The Pride and the Passion; El aventurero; El redentor (Un hombre tiene que morir); La rana verde.
- 1958: La vida por delante; Diez fusiles esperan; Aquellos tiempos del cuplé; Habanera; La muralla.
- 1959: John Paul Jones; La vida alrededor; La casa de la Troya; ¡Qué bella eres, Roma!; Solomon and Sheba; El Salvador; Muerte al amanecer.
- 1961: Rei de reis (King of Kings)
- 1962: Rogelia; Las hijas del Cid.
- 1963: El diablo también llora.
- 1966: Lost Command; Una historia de amor.